# 国初群雄事略
國初群雄事略是錢謙益編著的一本記載朱元璋建立明朝的十二卷著作。該書是作者根據元史等各種史書、實錄、文集、雜記、碑刻等剪輯而成的一部史料彙編。作者對引文不改動，並且注明出處。全書按人物分卷，一人一卷，分別記敘元末明初韓林兒、郭子興、徐壽輝、陳友諒、明玉珍、何真、張士誠、方國珍、擴廓帖木兒、李思齊、納哈出、陳友定等人武裝起事或武裝割據的事情。。
書編成於明朝，一說書大約編撰於明朝天啟六年（1626）前後。該書原分為十五卷，除韓林兒等十二人為十二卷外，還有明昇、察罕、何榮等三人共三卷。張鈞衡將明昇、察罕、何榮放到他們父親的卷數裏面，所以全書分為十二卷，同時將該書收入《適園叢書》中。1982年9月，中華書局出版了張德信、韓志遠點校本（十四卷）。該本以沈韻齋鈔本為底本，參照清鈔本和《適園叢書》本加以標點校勘。